# Aigrefeuille-d'Aunis
Aigrefeuille-d'Aunis és un municipi francès situat al departament del Charente Marítim i a la regió de la Nova Aquitània. L'any 2007 tenia 3.577 habitants.

## Demografia

### Població
El 2007 la població de fet d'Aigrefeuille-d'Aunis era de 3.577 persones. Hi havia 1.453 famílies de les quals 367 eren unipersonals (146 homes vivint sols i 221 dones vivint soles), 492 parelles sense fills, 492 parelles amb fills i 102 famílies monoparentals amb fills.
La població ha evolucionat segons el següent gràfic:
Habitants censats

### Habitatges
El 2007 hi havia 1.573 habitatges, 1.480 eren l'habitatge principal de la família, 37 eren segones residències i 56 estaven desocupats. 1.448 eren cases i 118 eren apartaments. Dels 1.480 habitatges principals, 1.071 estaven ocupats pels seus propietaris, 381 estaven llogats i ocupats pels llogaters i 29 estaven cedits a títol gratuït; 18 tenien una cambra, 86 en tenien dues, 215 en tenien tres, 456 en tenien quatre i 706 en tenien cinc o més. 1.268 habitatges disposaven pel capbaix d'una plaça de pàrquing. A 660 habitatges hi havia un automòbil i a 676 n'hi havia dos o més.

### Piràmide de població
La piràmide de població per edats i sexe el 2009 era:
| Homes | Edats   | Dones |
| ----- | ------- | ----- |
| 8     | 95 o +  | 8     |
| 20    | 90 a 94 | 28    |
| 20    | 85 a 89 | 48    |
| 32    | 80 a 84 | 20    |
| 40    | 75 a 79 | 48    |
| 80    | 70 a 74 | 80    |
| 72    | 65 a 69 | 72    |
| 84    | 60 a 64 | 84    |
| 60    | 55 a 59 | 80    |
| 116   | 50 a 54 | 116   |
| 172   | 45 a 49 | 124   |
| 132   | 40 a 44 | 116   |
| 80    | 35 a 39 | 104   |
| 84    | 30 a 34 | 104   |
| 96    | 25 a 29 | 72    |
| 120   | 20 a 24 | 80    |
| 72    | 15 a 19 | 112   |
| 84    | 10 a 14 | 96    |
| 92    | 5 a 9   | 108   |
| 68    | 0 a 4   | 84    |

## Economia
El 2007 la població en edat de treballar era de 2.231 persones, 1.654 eren actives i 577 eren inactives. De les 1.654 persones actives 1.492 estaven ocupades (776 homes i 716 dones) i 162 estaven aturades (70 homes i 92 dones). De les 577 persones inactives 252 estaven jubilades, 164 estaven estudiant i 161 estaven classificades com a «altres inactius».

### Ingressos
El 2009 a Aigrefeuille-d'Aunis hi havia 1.493 unitats fiscals que integraven 3.640 persones, la mediana anual d'ingressos fiscals per persona era de 18.088 €.

### Activitats econòmiques
Dels 225 establiments que hi havia el 2007, 4 eren d'empreses extractives, 4 d'empreses alimentàries, 2 d'empreses de fabricació d'elements pel transport, 15 d'empreses de fabricació d'altres productes industrials, 47 d'empreses de construcció, 36 d'empreses de comerç i reparació d'automòbils, 12 d'empreses de transport, 7 d'empreses d'hostatgeria i restauració, 1 d'una empresa d'informació i comunicació, 12 d'empreses financeres, 9 d'empreses immobiliàries, 28 d'empreses de serveis, 28 d'entitats de l'administració pública i 20 d'empreses classificades com a «altres activitats de serveis».
Dels 72 establiments de servei als particulars que hi havia el 2009, 1 era una oficina d'administració d'Hisenda pública, 1 gendarmeria, 1 oficina de correu, 2 oficines bancàries, 1 funerària, 4 tallers de reparació d'automòbils i de material agrícola, 1 taller d'inspecció tècnica de vehicles, 2 autoescoles, 6 paletes, 10 guixaires pintors, 14 fusteries, 4 lampisteries, 8 electricistes, 1 empresa de construcció, 4 perruqueries, 1 veterinari, 1 agència de treball temporal, 4 restaurants, 3 agències immobiliàries, 1 tintoreria i 2 salons de bellesa.
Dels 16 establiments comercials que hi havia el 2009, 1 era un supermercat, 1 una botiga de menys de 120 m², 3 fleques, 1 una carnisseria, 1 una llibreria, 1 una botiga de roba, 2 botigues d'electrodomèstics, 1 una botiga de mobles, 1 una botiga de material esportiu, 2 drogueries i 2 floristeries.
L'any 2000 a Aigrefeuille-d'Aunis hi havia 21 explotacions agrícoles que ocupaven un total de 904 hectàrees.

## Equipaments sanitaris i escolars
El 2009 hi havia 2 farmàcies i 1 ambulància.
El 2009 hi havia 1 escola maternal i 2 escoles elementals. Aigrefeuille-d'Aunis disposava de 2 col·legis d'educació secundària amb 833 alumnes.

## Poblacions més properes
El següent diagrama mostra les poblacions més properes.